# Морен, Артюр-Жюль
Море́н, Артю́р-Жюль (фр. Arthur-Jules Morin) (19 октября 1795, Париж — 7 февраля 1880, Париж) — французский инженер и механик, член Парижской академии наук (1843), её президент в 1864 г.; один из учёных, заложивших научные основы практической механики. Президент Общества гражданских инженеров Франции (с 1862 г.).

## Биография
Родился 19 октября 1795 г. в Париже. В 1813 г. поступил в Политехническую школу, которую окончил в 1817 году, после чего стал преподавателем Прикладной школы в Меце. С 1829 г. — профессор Политехнической школы, с 1840 г. работал в Парижской Консерватории искусств и ремёсел (с 1852 г. — её директор). Одновременно находился на службе в инженерных войсках, с 1855 г. — дивизионный генерал.
В 1843 году Морен был избран в члены Парижской академии наук на место, остававшееся вакантным после смерти Г. Кориолиса. В 1850 г. он был сделан членом организационной комиссии по устройству Агрономического института, а в 1852 г. — директором Консерватории ремёсел и искусств. В 1850 г. был избран иностранным членом Королевской Шведской академии наук.
Автор курса прикладной механики (тт. 1—3, 1850 г.).
Имя Морена внесено в список величайших учёных Франции, помещённый на первом этаже Эйфелевой башни.

## Научная деятельность
Работы Морена посвящены экспериментальным методам в механике, внешней баллистике, теории баллистического маятника, гидравлике, прикладной механике.
В 1831—1835 гг. Морен выполнил ряд экспериментальных работ по изучению трения и по определению силы, потребной для влечения по дорогам повозок и экипажей. В экспериментах Морена по определению сопротивления, испытываемого катком при его перекатывании по горизонтальной плоскости, были получены данные, подтверждавшие для силы трения качения справедливость формулы Кулона (по которой данная сила обратно пропорциональна радиусу катка {\displaystyle R} ). В связи с этим в 1839—1841 гг. развернулась довольно резкая дискуссия между Мореном и Ж. Дюпюи, предлагавшим формулу, по которой сила трения качения обратно пропорциональна  {\displaystyle {\sqrt {R}}} .
Полученные Мореном экспериментальные данные по соударениям шероховатых тел позволили Э. Дж. Раусу сформулировать положение о том, что отношение касательной и нормальной составляющих ударного импульса совпадает с коэффициентом трения (ныне это положение известно как гипотеза Рауса).
Занимался также исследованием жёсткости канатов. Среди наиболее известных изобретений Морена — его динамометр для определения силы тяги и снаряд для исследования скорости падения тел, в котором падающее тело чертит параболу.

## Наиболее известные сочинения Морена
- «Nouvelles expériences sur le frottement» (1833)
- «Notice sur divers appareils dynamométriques» (1836)
- «Expériences sur les roues hydrauliques à augets» (1836)
- «Nouvelles expériences sur l’adhérence des briques et des pierres posées eu bain de mortier»
- «Sur le frottement des axes de rotation, la variation de tension des courroies ou cordes sans fin employées à la transmission du mouvement etc.»
- «Mémoire sur les pendules balistiques»
- «Expériences sur le tirage des voitures» (1840)
- «Mémoire sur la résistance de l’air»
- Morin A. J. Leçons de mécanique pratique. Résistance des matériaux. — Paris: L. Hachette, 1853. — 456 p.